# Coppa di Francia 2012-2013
La Coppa di Francia 2012-2013 (Coupe de France) è stata la 96ª edizione del torneo aperto a tutte le squadre di calcio francesi. La competizione è iniziata il 16 settembre 2012 ed è terminata il 31 maggio 2013. La finale, disputata per il sedicesimo anno consecutivo allo Stade de France di Saint-Denis, ha messo di fronte Bordeaux ed Évian TG. I girondini si sono aggiudicati il trofeo per la quarta volta, vincendo 3-2 contro la formazione di Thonon-les-Bains che era alla sua prima finale. Il gol decisivo è stato realizzato da Cheick Diabaté all'89º minuto.

## Regolamento
La manifestazione era costituita da tredici turni, oltre alla finale, tutti ad eliminazione diretta.
Ai primi due turni, denominati Qualificazioni regionali, prendevano parte le formazioni dilettantistiche inferiori alla quarta divisione. Al terzo turno entravano le squadre del CFA 2, quelle del CFA al quarto e quelle del Championnat National al quinto. Al settimo turno sono state ammesse le formazioni militanti in Ligue 2 e le sette squadre d'oltremare.
La fase finale ha preso il via con i trentaduesimi di finale, corrispondenti al nono turno, dove sono entrate in scena le venti squadre di Ligue 1.

## Fase finale

### Trentaduesimi di finale
| Squadra 1            | Risultato       | Squadra 2             |
| -------------------- | --------------- | --------------------- |
| 5 gennaio 2013       |                 |                       |
| Consolat Marsiglia   | 1 – 1 (2–5 dtr) | Moulins               |
| Le Mans              | 1 - 2           | Poiré-sur-Vie         |
| Belfort              | 1 - 3           | Le Havre              |
| Savigneux Montbrison | 1 – 1 (1–3 dtr) | Venissieux Minguettes |
| Rouen                | 1 - 1 (3-2 dtr) | Ajaccio               |
| Boulogne             | 0 - 1           | Tolosa                |
| Amiens               | 1 - 1 (3-5 dtr) | Évian TG              |
| Montceau Bourgogne   | 0 - 1           | Troyes                |
| Thaon                | 0 - 1           | Sochaux               |
| Chauray              | 1 - 5           | Lorient               |
| Drouais              | 1 - 5           | Nancy                 |
| Stade Bordelais      | 1 - 0           | Carquefou             |
| Amnéville            | 1 – 2 (dts)     | Raon-l'Étape          |
| Saint-Malo           | 1 - 1 (2-4 dtr) | Vertou Ussa           |
| Stade Plabennecois   | 1 - 0           | Stade Reims           |
| Lilla                | 3 - 2           | Nîmes                 |
| 6 gennaio 2013       |                 |                       |
| Bourg-Péronnas       | 1 - 2           | Montpellier           |
| Muret                | 0 - 2           | Vendée Fontenay       |
| Olympique Marsiglia  | 2 - 1 (dts)     | Guingamp              |
| Caen                 | 2 - 3           | Saint-Étienne         |
| Châteauroux          | 2 - 3           | Bordeaux              |
| Lens                 | 2 - 1           | Rennes                |
| Épinal               | 3 - 3 (4-2 dtr) | Olympique Lione       |
| Metz                 | 2 - 3 (dts)     | Nizza                 |
| Meaux                | 1 - 0           | Le Portel             |
| Pontarlier           | 1 - 2           | Sedan                 |
| Avenir Lozere        | 2 - 0           | Arles                 |
| Luçon                | 1 - 1 (2-4 dtr) | Brest                 |
| CA Bastia            | 2 - 0           | Bastia                |
| Dieppe               | 2 - 3           | Nantes                |
| Arras                | 3 - 4           | Paris Saint-Germain   |
| 7 gennaio 2013       |                 |                       |
| Istres               | 3 - 3 (4-3 dtr) | Valenciennes          |

### Sedicesimi di finale
| Squadra 1             | Risultato       | Squadra 2           |
| --------------------- | --------------- | ------------------- |
| 22 gennaio 2013       |                 |                     |
| Stade Plabennecois    | 1 - 3           | Lilla               |
| Sedan                 | 0 - 1           | Lorient             |
| Épinal                | 1 - 1 (4-3 dtr) | Nantes              |
| Avenir Lozere         | 0 - 3           | Le Havre            |
| Vendée Fontenay       | 0 - 5           | Troyes              |
| Vertou Ussa           | 0 - 2           | Évian TG            |
| 23 gennaio 2013       |                 |                     |
| Nizza                 | 2 - 2 (2-4 dtr) | Nancy               |
| Montpellier           | 2 - 3 (dts)     | Sochaux             |
| Raon-l'Étape          | 1 - 0           | Istres              |
| Meaux                 | 0 - 0 (3-5 dtr) | Saint-Étienne       |
| Venissieux Minguettes | 0 - 0 (4-3 dtr) | Poiré-sur-Vie       |
| Moulins               | 1 - 2           | Bordeaux            |
| CA Bastia             | 1 - 3           | Brest               |
| Stade Bordelais       | 0 - 3           | Lens                |
| Stade Plabennecois    | 1 - 3           | Lilla               |
| Vertou Ussa           | 0 - 2           | Évian TG            |
| Paris Saint-Germain   | 3 - 1           | Tolosa              |
| 24 gennaio 2013       |                 |                     |
| Stade Plabennecois    | 1 - 3           | Lilla               |
| 30 gennaio 2013       |                 |                     |
| Rouen                 | 1 - 2           | Olympique Marsiglia |

### Ottavi di finale
| Squadra 1                      | Risultato       | Squadra 2           |
| ------------------------------ | --------------- | ------------------- |
| 26 febbraio / 27 febbraio 2013 |                 |                     |
| Lorient                        | 3 - 0           | Brest               |
| Paris Saint-Germain            | 2 - 0           | Olympique Marsiglia |
| Raon-l'Étape                   | 2 - 2 (3-5 dtr) | Bordeaux            |
| Évian TG                       | 3 - 1           | Le Havre            |
| Sochaux                        | 1 - 2           | Troyes              |
| Venissieux Minguettes          | 0 - 2           | Nancy               |
| Saint-Étienne                  | 3 - 2           | Lilla               |
| Lens                           | 2 - 0           | Épinal              |

### Quarti di finale
| Squadra 1                  | Risultato       | Squadra 2           |
| -------------------------- | --------------- | ------------------- |
| 16 aprile / 17 aprile 2013 |                 |                     |
| Troyes                     | 3 - 0           | Nancy               |
| Saint-Étienne              | 1 - 2           | Lorient             |
| Évian TG                   | 1 - 1 (4-1 dtr) | Paris Saint-Germain |
| Lens                       | 2 - 3           | Bordeaux            |

### Semifinali
| Squadra 1                 | Risultato | Squadra 2 |
| ------------------------- | --------- | --------- |
| 8 maggio / 14 maggio 2013 |           |           |
| Évian TG                  | 4 - 0     | Lorient   |
| Troyes                    | 1 - 2     | Bordeaux  |

### Finale
| Squadra 1 | Risultato | Squadra 2 |
| --------- | --------- | --------- |
| Évian TG  | 2 - 3     | Bordeaux  |

| Arbitro: | Fautrel |

|                          |           |                             |
| Sagbo 51’ Dja Djédjé 70’ | Marcatori | 39’, 89’ Diabaté 53’ Saivet |

| Evian TG | Bordeaux |

#### Formazioni
| Évian TG (4-3-3) |    |                      |     |     |
|                  |    |                      |     |     |
| P                | 16 | Bertrand Laquait (c) |     |     |
| D                | 18 | Daniel Wass          |     |     |
| D                | 3  | Betão                |     |     |
| D                | 22 | Cédric Cambon        |     |     |
| D                | 26 | Brice Dja Djédjé     |     |     |
| C                | 24 | Olivier Sorlin (c)   | 29’ |     |
| C                | 2  | Mohammed Rabiu       |     | 82’ |
| C                | 23 | Miloš Ninković       |     | 59’ |
| A                | 29 | Saber Khalifa        |     |     |
| A                | 20 | Yannick Sagbo        |     | 90’ |
| A                | 9  | Kévin Bérigaud       |     |     |
| A disposizione:  |    |                      |     |     |
| P                | 1  | Johann Durand        |     |     |
| C                | 4  | Éric Tié Bi          |     | 82’ |
| C                | 14 | Cédric Barbosa       |     | 59’ |
| D                | 17 | Aldo Angoula         |     | 90’ |
| C                | 19 | Guillaume Lacour     |     |     |
| D                | 21 | Cédric Mongongu      |     |     |
| C                | 28 | Fabrice Ehret        |     |     |
| Allenatore:      |    |                      |     |     |
| Pascal Dupraz    |    |                      |     |     |

| Bordeaux:       |    |                       |     |     |
|                 |    |                       |     |     |
| P               | 16 | Cédric Carrasso       |     |     |
| D               | 28 | Benoît Trémoulinas    |     |     |
| D               | 3  | Carlos Henrique       |     |     |
| D               | 6  | Ludovic Sané          |     |     |
| D               | 25 | Mariano               | 20’ |     |
| C               | 19 | Nicolas Maurice-Belay |     |     |
| C               | 26 | Grégory Sertic        |     |     |
| C               | 18 | Jaroslav Plašil (c)   |     | 67’ |
| C               | 4  | Ludovic Obraniak      |     |     |
| A               | 14 | Cheick Diabaté        |     |     |
| A               | 20 | Henri Saivet          |     |     |
| A disposizione: |    |                       |     |     |
| P               | 30 | Kévin Olimpa          |     |     |
| C               | 8  | Fahid Ben Khalfallah  |     |     |
| C               | 17 | André Biyogo Poko     |     | 67’ |
| C               | 22 | Julien Faubert        |     |     |
| D               | 23 | Florian Marange       |     |     |
| C               | 24 | Abdou Traoré          |     |     |
| D               | 27 | Marc Planus           |     |     |
| Allenatore:     |    |                       |     |     |
| Francis Gillot  |    |                       |     |     |